# Atractotomimus
Atractotomimus is een geslacht van wantsen uit de familie van de Miridae (Blindwantsen). Het geslacht werd voor het eerst wetenschappelijk beschreven door Kiritshenko in 1952.

## Soorten
Het genus bevat de volgende soorten:

- Atractotomimus limonii V.G. Putshkov, 1977
- Atractotomimus pericarti Carapezza, 1997
- Atractotomimus picturatus Kiritshenko, 1952